# Campecarpus
Campecarpus é um género botânico pertencente à família Arecaceae.